# Marcelo Tubert
Marcelo Tubert (Córdoba, 11 febbraio 1952) è un attore e doppiatore argentino naturalizzato statunitense.

## Filmografia parziale

### Cinema
- La maschera della morte rossa (Masque of the Red Death), regia di Larry Brand (1989)
- Cartoline dall'inferno (Postcards from the Edge), regia di Mike Nichols (1990)
- Leprechaun 3, regia di Brian Trenchard-Smith (1995)
- Tremors 2: Aftershocks, regia di Steven Seth Wilson (1996)
- Under Suspicion, regia di Stephen Hopkins (2000)
- Dish Dogs, regia di Robert Kubilos (2000)
- Miss F.B.I. - Infiltrata speciale (Miss Congeniality 2: Armed & Fabulous), regia di John Pasquin (2005)
- Tortilla Heaven, regia di Judy Hecht Dumontet (2007)
- Toys in the attic, regia di Jiří Barta (2009)
- Alpha and Omega, regia di Anthony Bell e Ben Gluck (2010)
- Alex Cross - La memoria del killer (Alex Cross), regia di Rob Cohen (2012)
- Presa mortale - Il nemico è tra noi (The Marine 3: Homefront), regia di Scott Wiper (2013)

### Televisione
- Streghe (Charmed) - serie TV, 1 episodio (1999)
- E.R. - Medici in prima linea (ER) - serie TV, 3 episodi (2001)
- Senza traccia (Without a Trace) - serie TV, 1 episodio (2005)
- Cory alla Casa Bianca (Cory in the House) – serie TV, 4 episodi (2007-2008)
- Nicky, Ricky, Dicky & Dawn – serie TV, episodio 1x19 (2015)

### Doppiaggio
- Il gobbo di Notre Dame (1996)
- Mignolo e Prof - serie TV, 1 episodio (1998)
- La gang del bosco (2006)
- Manny tuttofare - serie TV (2006-2009)
- Justice League: Gods and Monsters (2015)
- Leviathan (2025)

## Doppiatori italiani
Nelle versioni in italiano delle opere in cui ha recitato, Marcelo Tubert è stato doppiato da:
- Stefano Mondini in Star Trek - The next Generation, NCIS - Unità anticrimine
- Saverio Moriones in Tremors 2: Aftershock
- Oliviero Dinelli in Senza traccia
- Mauro Bosco in Detective Monk
- Gaetano Lizzio in CSI: Miami
- Antonio Palumbo in NCIS: Los Angeles
- Gianni Giuliano in The Offer